# فرودگاه شننژیا
فرودگاه شننژیا (به انگلیسی: Shennongjia Airport) یک فرودگاه همگانی است . این فرودگاه در کشور چین قرار دارد و در ارتفاع ۲۵۸۰ متری از سطح دریا واقع شده‌است.

## شرکت‌های هواپیمایی و مقصدهای پروازی
| شرکت‌های هواپیمایی  | مقصدهای پروازی                        |
| ------------------ | ------------------------------------- |
| هواپیمایی شرقی چین | Seasonal: شانگهای پودنگ، ووهان تیانهه |
| سیچوان ایرلاینز    | فصلی: چنگچینگ ییانگبی، ووهان تیانهه   |